# Pseudouroctonus cazieri
Espèce
Synonymes
- Uroctonus cazieri Gertsch & Soleglad, 1972
- Vaejovis montcazieri Williams, 1980

Pseudouroctonus cazieri est une espèce de scorpions de la famille des Vaejovidae.

## Distribution
Cette espèce est endémique de Basse-Californie au Mexique. Elle se rencontre vers San Borjas.

## Description
La femelle holotype mesure 31,6 mm et le mâle 26,3 mm.

## Systématique et taxinomie
Cette espèce a été décrite sous le protonyme Uroctonus cazieri par Gertsch et Soleglad en 1972. Elle est placée dans le genre Vaejovis par Stahnke en 1974 puis dans le genre Pseudouroctonus par Stockwell en 1992.

## Étymologie
Cette espèce est nommée en l'honneur de Mont A. Cazier.

## Publication originale
- Gertsch & Soleglad, 1972 : « Studies of North American scorpions of the genera Uroctonus and Vejovis. » Bulletin of the American Museum of Natural History, no 148, p. 549–608 (texte intégral).